# Wycombe (distrikt)
 For alternative betydninger, se Wycombe. (Se også artikler, som begynder med Wycombe)
Wycombe var et distrikt i Buckinghamshire, England. Det blev oprettet 1. april 1974 ved en sammenlægning af High Wycombe, Marlow og Wycombe landdistrikt. Det blev nedlagt 1. april 2020 for sammen med de tidligere kommuner (districts) South Bucks, Chiltern og Aylesbury Vale at blive en del af købstadskommunen (engelsk, unitary authority) Buckinghamshire, som styres af Buckinghamshire Council, som ikke omfatter Milton Keynes helt i nord. Buckinghamshire County Council er nedlagt. Buckinghamshire består således fra 1. april 2020 af to købstadskommuner. Den britiske premierministers landsted, Chequers, ligger syd for Ellesborough i den nordøstlige del af det forhenværende district.

## Steder i Wycombe
- Bledlow-cum-Saunderton, Bradenham
- Chepping Wycombe
- Downley
- Ellesborough
- Fawley
- Great and Little Hampden, Great and Little Kimble, Great Marlow
- Hambleden, Hazlemere, Hedsor, High Wycombe, Hughenden
- Ibstone
- Lacey Green, Lane End
- Little Marlow
- Longwick-cum-Ilmer
- Marlow, Medmenham
- Piddington and Wheeler End, Princes Risborough
- Radnage
- Stokenchurch
- Turville
- West Wycombe
- Wooburn

- Wikimedia Commons har flere filer relateret til Wycombe (distrikt)

51°38′19″N 0°48′28″V / 51.6385°N 0.8079°V
|  | Infoboks uden skabelon Denne artikel har en infoboks dannet af en tabel eller tilsvarende. |